# Rio Xi
rio Xi (em chinês: 西江; romaniz.: Xi Jiang) é um rio da República Popular da China, que corre na província de Iunã e corre para o Mar do Sul da China, tendo ao todo 1900 km de extensão. Cantão fica no braço ao norte, e a ilha de Hong Kong na foz deste rio, que é o maior do sul da China. É o afluente principal ocidental do Rio das Pérolas.